# Nigel Findley
Nigel D. Findley (ur. 22 lipca 1959 w Wenezueli,  zm. 19 lutego 1995 w Vancouver) – kanadyjski pisarz i autor gier RPG.
Autor i współautor ponad 70 podręczników do różnych systemów RPG (m.in. Shadowrun, Świat Mroku, Earthdawn), jak również kilkunastu opowiadań o fabule osadzonej w światach gier fabularnych. W latach 90. współpracował z większością amerykańskich producentów gier RPG (przede wszystkim TSR, White Wolf i FASA).